# 28 января
28 января — 28-й день года  по григорианскому календарю.
До конца года остаётся 337 дней (338 дней в високосные годы).
До 15 октября 1582 года — 28 января по юлианскому календарю, с 15 октября 1582 года — 28 января по григорианскому календарю.
В XX и XXI веках соответствует 15 января по юлианскому календарю.

## Праздники и памятные дни
См. также: Категория:Праздники 28 января

### Общественные
ООН — Международный день борьбы с электричеством
 ООН — Международный день защиты персональных данных

### Национальные
- Армения — День Армии.

### Религиозные
Католицизм
 — Память святого Хулиана Куэнкийского;
 — память святого Фомы Аквинского.
 Русская Православная Церковь
 — Память преподобного Павла Фивейского (341);
 — память преподобного Иоанна Кущника (V);
 — память преподобномученика Пансофия Александрийского (249—251);
 — память преподобных Прохора Пшинского (X) и Гавриила Лесновского (XI);
 — память святителя Герасима II (Палладаса), Патриарха Александрийского (1714);
 — память священномученика Михаила Самсонова, пресвитера (1942):
Славянские праздники:
- Велесичи (Кудесы) — День домового.

### Именины
- Католические: Фома, Юлиан
- Православные: Алпсидий, Варлам, Гавриил, Герасим, Елена, Елпидий, Иван, Михаил, Павел, Пансофий, Прохор

## События
См. также: Категория:События 28 января

### До XIX века
- 98 — римским императором становится Марк Ульпий Траян, второй из так называемых «хороших императоров».
- 1077 — папа римский Григорий VII одержал верх над немецким королём и монархом Священной Римской империи Генрихом IV в конфликте, завершившимся «хождением в Каноссу».
- 1226 — правитель Тулузы Раймунд VII (граф Тулузы) отлучён от церкви папой римским.
- 1495 — папа римский Александр VI выдал французскому королю Карлу VIII в качестве заложника своего сына Чезаре Борджиа.
- 1596 — на борту своего корабля от дизентерии умер английский мореплаватель Фрэнсис Дрейк.
- 1724 — указом Петра I основаны Петербургская академия наук и Петербургский университет.
- 1725 — в России наступила «эпоха дворцовых переворотов».
- 1762 — российский император Пётр III помиловал фельдмаршала Б. К. Миниха.

### XIX век
- 1813 — опубликован роман Джейн Остин «Гордость и предубеждение».
- 1820 — русской кругосветной экспедицией на шлюпах «Восток» и «Мирный» была открыта Антарктида[4].
- 1851 — в пригороде Чикаго основан Северо-Западный университет.
- 1871 — Франко-прусская война: капитуляция Парижа.
- 1900 — в Лейпциге основан Немецкий футбольный союз.

### XX век
- 1906 — в Санкт-Петербурге открылись женские политехнические курсы — первое в России высшее техническое учебное заведение для женщин.
- 1918 — Эстония и Латвия объявляют свою независимость от России.
- 1919 — Карл Густав Эмиль Маннергейм учредил орден Белой розы Финляндии.
- 1930 — испанский диктатор Мигель Примо де Ривера ушёл в отставку.
- 1932 — Японо-китайская война: началось Первое Шанхайское сражение.
- 1933 — в Германии ушло в отставку правительство Курта фон Шлейхера, последнее правительство Веймарской республики.
- 1941 — под давлением и при посредничестве Японии Франция соглашается на перемирие с Таиландом.
- 1945
  - Вторая мировая война: Андрей Власов назначен главнокомандующим Русской освободительной армии.
  - Вторая мировая война: советские войска заняли Мемель (Клайпеду).
- 1956 — лыжница Любовь Козырева победила на дистанции 10 км на зимних Олимпийских играх в Кортине-д’Ампеццо и принесла СССР первую в истории золотую медаль зимних Олимпиад.
- 1960 — в Пекине подписаны Договор о дружбе и взаимопомощи и соглашение о границе между КНР и Бирмой.
- 1961 — в Руанде (опека Бельгии) упразднена монархия.
- 1970 — катастрофа Ан-24 под Батагаем, погибли 34 человека.
- 1982 — в Италии после 42-дневного заключения у «Красных бригад» антитеррористические подразделения освободили бригадного генерала США Джеймса Ли Дозиера.
- 1985 — принятие Делийской декларации против ядерной войны.
- 1986 — катастрофа американского космического корабля «Челленджер».
- 1992
  - Борис Ельцин издал указ «О свободе торговли».
  - Катастрофа Ми-8 близ Шуши, погибли все пассажиры и экипаж (более 40 человек).
- 1993 — Принята конституция Республики Казахстан.
- 1998 — открыт Софийский метрополитен.
- 1999 — в Москве прошёл финал первого международного конкурса красоты «Мисс Содружество».

### XXI век
- 2002 — катастрофа Boeing 727 под Ипьялесом в Колумбии, 94 погибших.
- 2003 — в ходе встречи президента России Владимира Путина и президента Украины Леонида Кучмы подписан Договор о российско-украинской государственной границе.
- 2009 — в Москву прибыл Рауль Кастро. Это первый официальный визит лидера Кубы в Россию после распада СССР.
- 2014 — Верховная рада Украины отменила законы 16 января. Николай Азаров подал в отставку.
- 2025 — авария A321 в Пусане. 7 раненых

## Родились
См. также: Категория:Родившиеся 28 января

### До XVIII века
- 1457 — Генрих VII (ум. 1509), король Англии и Ирландии (с 1485), первый монарх из династии Тюдоров.
- 1600 — Климент IX (в миру Джулио Роспильози; ум. 1669), 238-й папа римский (с 1667).
- 1608 — Джованни Альфонсо Борелли (ум. 1679), итальянский учёный-универсал, основоположник биомеханики.
- 1611 — Ян Гевелий (ум. 1687), польский астроном, конструктор телескопов, основатель селенографии.

### XVIII век
- 1706 — Джон Баскервилл (ум. 1775), английский типограф и издатель, создатель шрифтов нового стиля, носящих его имя.
- 1741 — Наталья Голицына (ум. 1838), фрейлина «при дворе четырёх императоров», прототип главной героини повести А. С. Пушкина «Пиковая дама».
- 1755 — Самуэль Томас Зёммеринг (ум. 1830), немецкий анатом и физиолог.
- 1767 — Пётр Талызин (ум. 1801), генерал-лейтенант русской армии, участник заговора против императора Павла I.
- 1777 — князь Сергей Гагарин (ум. 1862), деятель русского сельского хозяйства, действительный тайный советник, обер-гофмейстер.
- 1784 — Джордж Гамильтон-Гордон, граф Эбердин (ум. 1860), английский политический деятель, 34-й премьер-министр Великобритании (1852—1855).
- 1800 — Фридрих Штюлер (ум. 1865), прусский архитектор.

### XIX век
- 1821 — архимандрит Павел (в миру Пётр Леднев; ум. 1895), русский миссионер, писатель, публицист, настоятель Никольского единоверческого монастыря.
- 1841
  - Василий Ключевский (ум. 1911), российский историк, профессор Московского университета.
  - Генри Мортон Стэнли (наст. имя Джон Роулендс; ум. 1904), американский журналист, путешественник, исследователь Африки.
- 1845 — Виктор Пашутин (ум. 1901), русский врач, один из создателей патофизиологической школы в России.
- 1848 — Гасаналиага-хан Карадагский (ум. 1929), азербайджанский педагог, поэт, историк.
- 1853
  - Хосе Марти (погиб в 1895), кубинский писатель, журналист и революционер, национальный герой Кубы.
  - Владимир Соловьёв (ум. 1900), русский философ, поэт, публицист, литературный критик.
- 1858 — Эжен Дюбуа (ум. 1940), нидерландский антрополог, впервые нашедший останки ископаемого питекантропа.
- 1863 — Григорий Хлопин (ум. 1929), русский советский учёный-гигиенист.
- 1864 — Анна Голубкина (ум. 1927), скульптор, одна из первых в России последовательниц импрессионизма.
- 1877 — Семён Франк (ум. 1950), русский философ, религиозный мыслитель и психолог.
- 1881 — Александр Цуцунава (ум. 1955), грузинский актёр, режиссёр, народный артист Грузинской ССР.
- 1884 — Огюст Пиккар (ум. 1962), швейцарский исследователь, физик, изобретатель стратостата и батискафа.
- 1887 — Артур Рубинштейн (ум. 1982), польский и американский пианист.
- 1888 — Осип Брик (ум. 1945), российский и советский писатель, литературный критик, сценарист, стиховед.
- 1892 — Иван Тюленев (ум. 1978), советский военачальник, генерал армии.
- 1893 — Пётр Богатырёв (ум. 1971), советский фольклорист, этнограф и переводчик.
- 1897 — Валентин Катаев (ум. 1986), русский советский писатель, поэт, киносценарист, драматург, журналист.
- 1900 — Элис Нил (ум. 1984), американская художница, мастер портрета.

### XX век
- 1901 — Николай Осипов (ум. 1945), русский балалаечник, педагог, дирижёр, руководитель оркестра, заслуженный артист РСФСР.
- 1902 — Альфред Барр (ум. 1981), американский искусствовед, первый директор Музея современного искусства в Нью-Йорке.
- 1904 — Теофилис Тильвитис (ум. 1969), литовский советский поэт и переводчик.
- 1909 — Иосиф Туманов (наст. фамилия Туманишвили; ум. 1981), актёр, режиссёр, педагог, народный артист СССР.
- 1912
  - Алексей Консовский (ум. 1991), актёр кино и озвучивания, народный артист РСФСР.
  - Джексон Поллок (ум. 1956), американский художник-абстракционист.
- 1918 — Аль Деми (погиб в 1943), албанский партизан-антифашист, народный Герой Албании.
- 1924 — Марсель Бродхарс (ум. 1976), бельгийский художник-сюрреалист, поэт, кинорежиссёр.
- 1927
  - Пер Оскарссон (ум. 2010), шведский актёр, сценарист, кинорежиссёр, призёр Каннского кинофестиваля.
  - Хироси Тэсигахара (ум. 2001), японский режиссёр игрового и документального кино.
- 1929 — Клас Олденбург (ум. 2022), американский скульптор, классик поп-арта.
- 1933 — Алексей Кожевников (ум. 1986), киноактёр, заслуженный артист РСФСР.
- 1934 — Эдуард Гаврилов (ум. 2000), советский кинорежиссёр и сценарист.
- 1936
  - Алан Алда (при рожд. Альфонсо Джозеф Д’Абруццо), американский актёр, режиссёр, сценарист и продюсер, лауреат шести «Золотых глобусов», пяти премий «Эмми».
  - Исмаил Кадаре (ум. 2024), албанский прозаик и поэт, лауреат Международной Букеровской премии (2005).
- 1937 — Кирилл Столяров (ум. в 2012) советский и российский актёр театра и кино и телеведущий.
- 1938 — Леонид Жаботинский (ум. 2016), украинский советский штангист, двукратный олимпийский чемпион (1964, 1968), 4-кратный чемпион мира, двукратный чемпион Европы.
- 1942 — Шаукье Дейкстра (р. 2024), нидерландская фигуристка-одиночница; Олимпийская чемпионка (1964), многократная чемпионка мира и Европы.
- 1943
  - Александр Пашутин, советский и российский актёр театра и кино, народный артист РФ.
  - Михаил Пташук (ум. 2002), советский и белорусский кинорежиссёр, сценарист.
  - Пол Хендерсон, канадский хоккеист.
- 1945 — Роберт Уайатт, британский музыкант, один из создателей рок-группы Soft Machine.
- 1947 — Леонид Стуканов (ум. 1998), советский и российский художник, педагог.
- 1948 — Илкка Канерва (ум. 2022), финский политик, президент Парламентской ассамблеи ОБСЕ (2014—2016).
- 1949 — Грегг Попович, американский баскетбольный тренер, рекордсмен по выигранным матчам в НБА.
- 1950 — Хамад ибн Иса Аль Халифа, король Бахрейна (с 2002 года).
- 1951 — Леонид Каденюк (ум. 2018), украинский лётчик-испытатель и космонавт, Герой Украины.
- 1954
  - Хайме Гарса, мексиканский актёр сериалов и эстрадный певец.
  - Брюно Метсю (ум. 2013), французский футболист и тренер.
- 1955
  - Сергей Дроздов (ум. 2012), советский и российский певец, гитарист, автор песен, солист ВИА «Синяя птица».
  - Николя Саркози, французский политик, президент Франции (2007—2012).
- 1957
  - Александр Железняков, российский инженер, руководитель работ в создания ракетно-космической техники.
  - Мирьяна Каранович, югославская и сербская актриса.
- 1958 — Эдевалдо (наст. имя Эдевалдо де Фрейтас), бразильский футболист, выступавший на позиции защитника.
- 1959 — Фрэнк Дарабонт, американский кинорежиссёр («Зелёная миля», «Побег из Шоушенка» и др.), сценарист, продюсер.
- 1961 — Сергей Адоньев, российский предприниматель, меценат.
- 1962 - Лариса Брохман, российская актриса озвучивания и дубляжа, певица.
- 1963 — Сергей Супонев (ум. 2001), советский и российский телеведущий, руководитель дирекции детских программ ОРТ.
- 1965 — Сергей Алейник, белорусский дипломат.
- 1968
  - Ольга Кабо, советская и российская актриса театра и кино, певица, заслуженная артистка РФ.
  - Сара Маклахлан, канадская певица, автор песен, лауреат премии «Грэмми».
  - Раким, ( Наст. имя Уильям Майкл Гриффин-младший) американский рэпер.
- 1970 — Дональд «DT» Тарди, американский музыкант, наиболее известный как участник американской дэт-метал-группы Obituary.
- 1971 — Глеб Шульпяков, русский поэт.
- 1972
  - Елена Баранова, российская баскетболистка, олимпийская чемпионка (1992), двукратная чемпионка Европы.
  - Миндаугас Карбаускис, российский театральный режиссёр литовского происхождения, художественный руководитель Московского театра им. Вл. Маяковского (2011—2022).
  - Эми Барретт, американский юрист, член верховного суда США.
- 1976 — Антон Кротов, российский путешественник.
- 1978 — Джанлуиджи Буффон, итальянский футбольный вратарь, чемпион мира (2006).
- 1980 — Ник Картер, американский певец, гитарист, актёр, участник группы «Backstreet Boys».
- 1981 — Элайджа Вуд, американский актёр кино и телевидения.
- 1982 — Микаэль Гигу, французский гандболист, трёхкратный олимпийский чемпион (2008, 2012, 2020).
- 1984 — Андре Игудала, американский баскетболист, чемпион мира (2010) и Олимпийских игр (2012).
- 1985
  - Лаурис Дарзиньш, латвийский хоккеист.
  - Лизбет Трикетт (Лентон), австралийская пловчиха, 4-кратная олимпийская чемпионка.
- 1988 — Лера Массква (при рожд. Валерия Гуреева), российская певица и автор песен.
- 1989 — Брюно Массо, французский и немецкий фигурист (парное катание), чемпион мира и Олимпийских игр (2018).
- 1991 - Альварес, Ласаро, кубинский боксёр-любитель.
- 1993
  - Исмаил Мусукаев, российский и венгерский борец вольного стиля, чемпион мира 2023 года.
  - Вера Базарова, российская фигуристка, выступавшая в парном катании.
  - Уилл Поултер, английский актёр.
- 1994
  - Малума (наст. имя Хуан Луис Лондоньо Ариас), колумбийский певец и композитор.
  - Джоэль Боломбой, российский баскетболист, выступающий за сербский клуб "Црвена звезда".
- 1995 — Марк-Оливер Кемпф, немецкий футболист.
- 1996
  - Милан Гайич, сербский футболист.
  - Марк Мордовцев, российский пловец.
- 1997 
  - Клаудиньо, (наст. имя Клаудио Луис Родригес Паризи Леонел), бразильский футболист.
  - Нуца Бузаладзе, грузинская певица и автор песен.
  - Эдуард Лёвен, немецкий и российский футболист, полузащитник клуба "Сент-Луис Сити".
- 1998 — Ариэль Уинтер, американская актриса.
- 1999 — Абубакр Абакаров, российский борец вольного стиля.
- 2004 - Имони Бейтс, американский профессиональный баскетболист.

## Скончались
См. также: Категория:Умершие 28 января

### До XIX века
- 814 — Карл Великий (р. 742), король франков (с 768).
- 1547 — Генрих VIII (р. 1491), король Англии (с 1509).
- 1596 — сэр Фрэнсис Дрейк (р. ок. 1540), английский мореплаватель, пират, вице-адмирал.
- 1613 — Томас Бодли (р. 1545), английский дипломат и учёный, руководитель Бодлианской библиотеки, названной в его честь.
- 1621 — Павел V (в миру Камилло Боргезе: р. 1552), 233-й папа римский (1605—1621).
- 1663 — Франческо Мария Гримальди (р. 1618), итальянский физик, астроном, составивший первую карту Луны.
- 1687 — Ян Гевелий (р. 1611), польский астроном, основатель селенографии.
- 1754 — Людвиг Хольберг (р. 1684), норвежско-датский писатель, драматург, историк, философ.

### XIX век
- 1815 — Иван Теребенёв (р. 1780), русский скульптор и график.
- 1831 — Александр Измайлов (р. 1779), русский баснописец, издатель, публицист.
- 1838 — Александр Полежаев (р. 1804), русский поэт, переводчик.
- 1859
  - Карл Адольф Агард (р. 1785), шведский ботаник, альголог, теолог, энциклопедист.
  - Уильям Прескотт (р. 1796), американский историк.
- 1864 — Бенуа Поль Эмиль Клапейрон (р. 1799), французский физик и инженер.
- 1868 — Адальберт Штифтер (р. 1805), австрийский писатель и художник.
- 1893 — Густав Йонге (р. 1829), бельгийский художник.
- 1894
  - Александр Миддендорф (р. 1815), российский естествоиспытатель, путешественник, член Петербургской Академии наук.
  - Август Хирш (р. 1817), немецкий врач-эпидемиолог, историк медицины.
- 1896 — Джузеппе Фиорелли (р. 1823), итальянский политический деятель, археолог, нумизмат.

### XX век
- 1901 — Иосиф Гурко (р. 1828), генерал-фельдмаршал, один из выдающихся российских полководцев.
- 1903 — Робер Планкет (р. 1848), французский композитор.
- 1915 — Николай Умов (р. 1846), русский физик-теоретик, философ.
- 1916 — граф Илларион Воронцов-Дашков (р. 1837), русский государственный и военный деятель.
- 1920 — Панас Мирный (р. 1849), украинский писатель, драматург, общественный деятель.
- 1921 — граф Павел Бенкендорф (р. 1853), обер-гофмаршал Двора российского императора Николая II.
- 1928 — Висенте Бласко Ибаньес (р. 1867), испанский писатель.
- 1935 — Михаил Ипполитов-Иванов (р. 1859), русский композитор, дирижёр, педагог, народный артист.
- 1939 — Уильям Батлер Йейтс (р. 1865), ирландский поэт, лауреат Нобелевской премии (1923).
- 1949 — Александр Коновалов (р. 1875), русский предприниматель и политик, министр промышленности Временного правительства.
- 1952 — Сергей Труфанов (р. 1880), русский духовный деятель, иеромонах-расстрига, политик и авантюрист.
- 1960 — Зора Ниэл Хёрстон (р. 1891), американская фольклористка, антрополог и писательница.
- 1972
  - Дино Буццати (р. 1906), итальянский писатель и журналист.
  - Борис Зайцев (р. 1881), русский писатель и переводчик, эмигрант.
- 1973 — Владимир Белокуров (р. 1908), актёр (фильмы: «Валерий Чкалов», «Мёртвые души», «Воскресение», «Полосатый рейс», «Неуловимые мстители» и др.).
- 1975 — Антонин Новотный (р. 1904), первый секретарь ЦК КП Чехословакии (1953—1968 гг.), президент ЧССР (1957—1968 гг.).
- 1976 — Марсель Бродхарс (р. 1924), бельгийский художник-сюрреалист, поэт и кинорежиссёр.
- 1980 — Айдын Карадаглы (р. 1929), диктор азербайджанского радио.
- 1988 — Клаус Фукс (р. 1911), немецкий физик-теоретик, работавший на советскую разведку.
- 1991 — Леонид Ленч (настоящая фамилия Попов; р. 1905), русский советский писатель.
- 1996 — Иосиф Бродский (р. 1940), русский поэт, лауреат Нобелевской премии (1987).
- 1999 — Валерий Гаврилин (р. 1939), композитор, народный артист РСФСР.

### XXI век
- 2002 — Астрид Линдгрен (р. 1907), шведская писательница.
- 2005 — Джим Капальди (р. 1944), британский барабанщик, певец и автор песен, один из основателей рок-группы «Traffic».
- 2006 — Ицхак Кадури (р. 1898), израильский каббалист и долгожитель.
- 2007 — Карел Свобода (р. 1938), чешский кинокомпозитор.
- 2008 — Христодул (имя в миру Христос Параскеваидис) (р. 1939), архиепископ Греческой православной церкви.
- 2016 — Сигни Толи Андерсон (р. 1941), американская певица, первая солистка группы «Jefferson Airplane».
- 2017 — Александр Тиханович (р. 1952), эстрадный певец, народный артист Беларуси.
- 2021
  - Рышард Котыс (р. 1932), польский актёр театра и кино.
  - Пауль Крутцен (р. 1933), нидерландский химик, специалист в химии атмосферы, нобелевский лауреат (1995).
  - Василий Лановой (р. 1934), советский и российский актёр театра и кино, народный артист СССР.
  - Сисели Тайсон (р. 1924), американская актриса, обладательница «Оскара», «Тони», двух премий «Эмми».
- 2025 —
  - Владимир Арро (р. 1932), русский и советский прозаик, драматург, общественный деятель.
  - Серапион (Колосницин) (р.1964, архиепископ Русской Православной Церкви, правящий архиерей Кокшетауской и Акмолинской епархии.

## Народный календарь, приметы и фольклор Руси
Павел Фивейский. Отдание. День Отдания или Видения.
- Коли на день Павла ветер — год будет сырой.
- Звёздная ночь сулит добрый урожай льна.
- Если звёзды сильно блестят, то быть морозу, а коли звёзды тусклые, то будет тепло.
- Если с севера показались тучи, то оттепели не жди.
- Снежный буран днём на Павла предвещает крепкий мороз ночью[5].
- По дню смотрится, каким будет лето: ясно — сухое и жаркое; ветрено — холодное; осадки — дождливое. Идеальный вариант — спокойная пасмурная погода.